# Werkin' Girls
Werkin' Girls е дебютния сингъл на американската рапърка Ейнджъл Хейз. Песента е издадена на 12 септември 2012 г. във Великобритания.

## Музикален видеоклип
Видеоклипът към песента е пуснат на 10 октомври 2012 г. по YouTube профила на Ейнджъл Хейз.

## История на издаване
| Държава        | Дата              | Формат          |
| -------------- | ----------------- | --------------- |
| Великобритания | 12 септември 2012 | Радио излъчване |

## Награди и номинации
| Година | Организация   | Награда                               | Награда за      | Резултат |
| ------ | ------------- | ------------------------------------- | --------------- | -------- |
| 2012   | Пичфорк Медия | 100-те Най-добри песни от 2012 година | "Werkin' Girls" | #75      |